# Grb Občine Kidričevo
Grb Občine Kidričevo je bil sprejet z Odlokom o grbu in zastavi Občine Kidričevo, ki ga je občinki svet sprejel 29. februarja 1996. Grb je izrisal Valt Jurečič iz podjetja Hereldika d.o.o. in Heraldica Slovenica.
Grb je upodobljen na ščitu, ki ima dve barvni polji, ki ščit vertikali delita na dve enaki polovici. Leva polovica je bele barve, na njej pa sta upodobljena dva lista divjega kostanja v zeleni barvi. Desna polovica je zelene barve, na njej pa je upodobljen list divjega kostanja v beli barvi. Peclja levih listov se dotikata vertikalne namišljene črte, ki deli ščit, pecelj desnega lista pa se dotika belega polja med pecljema zelenih listov. Listi so razdeljeni na pet krp.  Grb je obrobljen z zlatim robom.